# Gewässergütekarte
Eine Gewässergütekarte ist eine Karte, in der die Zustände der deutschen Gewässer aufgeführt werden. Alle fünf Jahre wird eine neue Bewertung erstellt.